# Einöd (Heldburg)
Einöd ist ein Weiler der Stadt Heldburg im Landkreis Hildburghausen in Thüringen.

## Lage
Der Weiler Einöd mit 43 Einwohnern (Stand: 2012) liegt im Heldburger Land südlich der Stadt Heldburg an der Landesstraße 1135. Noch etwas südlicher befindet sich Lindenau, bevor Autenhausen in Bayern erreicht wird.

## Geschichte
Am 29. September 1223 wurde der Weiler erstmals urkundlich genannt. Es war damals Eigentum des Klosters Trostadt. Um 1317 fiel das Rittergut den Grafen zu Henneberg zu. 1922 wurde Einöd nach Heldburg eingemeindet.